# Olivier Mathot
Olivier Mathot (eigtl. Claude Albert Plaud; * 22. Juni 1924 in Paris; † Dezember 2011) war ein französischer Schauspieler, Filmregisseur und Filmproduzent.

## Leben
Mathot hatte erste Engagements beim Film im Jahr 1945; etliche Jahre arbeitete er als Nebendarsteller, bis er durch seine Bekanntschaft mit Marius Lesœur Stammschauspieler der Produktionsgesellschaft Eurociné wurde, wo er bald auch andere Funktionen bekleidete. In vielen der kommerziellen Exploitationfilme der Firma ist er als Schauspieler zu sehen, daneben wirkte als Regieassistent, Regisseur oder Produzent. Seine Filmografie umfasst mehr als 120 Filme, in denen er auch zahlreiche, meist anglisierte, Pseudonyme benutzte.

## Filme (Auswahl)
- 1945: Le cavalier noir
- 1949: So endete eine Dirne (Maya)
- 1951: Die Schönheitskönigin von Paris (La Plus Belle Fille du Monde)
- 1953: Lucrezia Borgia (Lucrèce Borgia)
- 1954: Madame Dubarry (Madame Du Barry)
- 1959: Blonde Fracht und schwarze Teufel (Des femmes disparaissent)
- 1963: Der dunkelgrüne Koffer (Ballade pour un voyou)
- 1964: Für drei Dollar Blei (Tre dollari di piombo)
- 1964: Die verdammten Pistolen von Dallas (Las malditas pistolas de Dallas)
- 1966: Rififi in Paris (Du rififi à Paname)
- 1967: Allô Police (Fernsehserie, 1 Folge)
- 1968: Astragal
- 1973: Vergewaltigt! (Avortement clandestin!)
- 1974: Convoy der Frauen (Convoi de femmes)
- 1974: Das Schiff der gefangenen Frauen (La Maison des filles perdues)
- 1975: Es regnet über Santiago (Il pleut sur Santiago)
- 1979: Stoßtrupp in die Wüste (Strategia per una missione di morte)
- 1980: Mondo Cannibale 3 – Die blonde Göttin der Kannibalen (Mondo cannibale)
- 1981: Cannibal Terror (Terreur cannibale)
- 1981: Die Mädchen von St. Tropez (Attention fillettes!…)
- 1982: Die Rache des Hauses Usher (Revenge in the house of Usher)
- 1983: Diamonds of Kilimandjaro (El tesoro de la diosa blanca)
- 1985: Dirty Angel (Sens interdits)